# Tienda en línea
Una tienda en línea (también conocida como tienda online, tienda virtual o tienda electrónica) se refiere a un tipo de comercio que usa como medio principal para realizar sus transacciones un sitio web o una aplicación conectada a Internet. Constituye la herramienta principal del comercio electrónico.
Los vendedores de productos y servicios ponen a disposición de sus clientes una página web (o aplicación informática) en la que se pueden observar imágenes de los productos, leer sus especificaciones y finalmente, adquirirlos. Este servicio le da al cliente rapidez en la compra, la posibilidad de hacerlo desde cualquier lugar del mundo y a cualquier hora del día. Algunas tiendas en línea incluyen dentro de la propia página del producto los manuales de usuario de manera que el cliente puede darse una idea de antemano de lo que está adquiriendo. Igualmente, muchas tiendas en línea ofrecen a los compradores la posibilidad de calificar y evaluar el producto. Estas valoraciones se pueden llevar a cabo a través de la propia página o a través de aplicaciones de terceros, estando siempre visibles para cualquier visitante de la web.
Típicamente estos productos se pagan, usando un terminal punto de venta,  mediante tarjeta de crédito, servicios de pagos como PayPal y Pago en Efectivo, para posteriormente enviarlos al cliente por correo o agencia de transporte, aunque según el país y la tienda puede haber otras opciones, como recoger en la tienda, la transferencia bancaria o el pago contra reembolso (pago en destino al recibir el pedido). Este último suele llevar asociada una comisión en la mayor parte de las tiendas en línea que lo ofrecen. También suelen ofrecerse métodos de pago alternativos más actuales cómo la transferencia directa bancaria que ofrecen las soluciones Sofort o Trustly, así como los sistemas que permiten realizar los pagos a plazos como Pagamastarde o Aplazame (del grupo Wizink).
La inmensa mayoría de tiendas en línea requieren la creación de un usuario en el sitio web a partir de datos como nombre, dirección y correo electrónico. Este último a veces es utilizado como medio de validación.

## Características
Una tienda virtual es un sitio web que vende productos o servicios y, por lo general, tiene un carrito de compra asociado a ella. Con la popularidad de Internet, se ha producido un rápido aumento de tiendas en línea y las compras en línea se han convertido en ventaja para los propietarios de tiendas al por menor. En este tipo de tiendas las personas pueden comprar desde sus casas logrando tener más poder ya que tienen una gran variedad de alternativas para elegir y no necesita caminar grandes distancias para llegar a otras tiendas. 
Al estar en Internet se puede vender productos en todo el mundo y, aunque se pueden hacer envíos internacionales (por ejemplo, desde Estados Unidos hacia algún país de América Latina), se debe tener en cuenta que estos envíos internacionales dificultan las devoluciones y los reclamos por garantía incrementando costos, salvo si se trata de productos digitales. Además, los servicios de aduana de cada país pueden exigir el pago de impuestos adicionales a la hora de despachar o introducir los productos al respectivo país.
El comercio electrónico también ha sido de gran beneficio para muchas pequeñas y medianas empresas, ya que pueden tener una tienda abierta para todo el mundo a un coste inferior comparado con la inversión que debería realizar para llegar a más lugares con diferentes sucursales. Inclusive pequeños comerciantes se pueden ver beneficiados de tiendas virtuales a la medida, prediseñadas, donde solo escogen su plantilla y publican sus productos.
Normalmente, las tiendas en línea tienen distintas formas de pago para que el cliente pueda acceder sin problemas como el sistema de tarjetas de crédito o el pago contra entrega, este último es el pago al momento de entregar el producto en el domicilio del cliente, también algunos ocupan la transferencia bancaria o el pago contra reembolso.

### Tipos
La actividad de las tiendas virtuales se da a conocer como comercio electrónico, y sus ventas se consideran legalmente ventas a distancia, disponiendo el comprador de una serie de derechos en la contratación de estos servicios o productos a distancia.
Dependiendo de quién sea el destinatario de sus servicios o productos, se habla de:
- B2C (Business to Consumer): venta para consumidores finales.

Business To Customer (Comercio electrónico entre la empresa y el consumidor). Este modelo implica la venta online directa desde las empresas hacia los consumidores finales a partir de un catálogo o de un establecimiento virtual completo. El volumen de negocio generado por el comercio electrónico B2C en 2008 supera los 5.300 millones de Euros, según datos del Observatorio Nacional de las Telecomunicaciones y de la Sociedad de la Información (ONTSI), lo que supone un incremento del 12,6% respecto a 2007. 
- B2B (Business to Business): venta para otras empresas

Business To Business (Comercio electrónico entre empresas). El comercio realizado de empresa a empresa representa el modelo más extendido y el que mayores cifras de negocio mueve en la Red, su actividad principal se focaliza hacia las funciones de aprovisionamiento de las empresas. Incluye a fabricantes, productores, distribuidores y minoristas.
- B2A (Business to Administration): venta para administraciones públicas

Business to Administration (Relaciones con la Administración). El uso de las tecnologías de la información y la comunicación por las administraciones públicas con las empresas y con los ciudadanos da lugar a la administración electrónica, concepto que engloba los intercambios de valor que tienen lugar entre las administraciones públicas y las personas (físicas o jurídicas) a través de los sistemas para el comercio electrónico. 
Así, la tecnología actual permite a las administraciones públicas prestar servicios a través de Internet, y hace posible que ciudadanos, empresas y otras instituciones puedan realizar trámites de diversa índole con la Administración. En España, el portal de referencia en este ámbito es 060.es.
Y un largo listado de combinaciones de 2 y 3 letras, que incluyen a empleados, y otras instituciones.

### Mercado en línea
Cuando varias tiendas en línea concentran sus actividades o venden sus productos o servicios en una plataforma común, que además procesa para ellos las transacciones comerciales (pagos y recibos), dicha plataforma recibe el nombre de mercado en línea, mercado electrónico o mercado virtual (online marketplace en inglés). Un mercado virtual, por tanto, es una web de comercio electrónico donde productos, servicios o información acerca de ellos se ofrecen por múltiples comercios, y donde las transacciones se procesan en la misma plataforma a través de los métodos de pago que el operador de la misma pone a disposición de los clientes. Se podría comparar un mercado virtual con un centro comercial, donde en lugar de pagar en los distintos establecimientos se paga en un puesto común regentado por la dirección del propio centro. Los mercados virtuales son la forma más común de comercio electrónico multicanal.
Una vez pagado el producto o servicio, el operador de la plataforma mercantil remite la operación completada al proveedor, ya sea mayorista o minorista, y este, acto seguido, procede al envío del producto o activación del servicio adquiridos. En la mayoría de los mercados electrónicos, el envío se efectúa desde las instalaciones del comercio participante, ya que la plataforma misma sólo sirve como sistema de gestión y venta en línea. Sin embargo, plataformas de mayor tamaño y con grandes facilidades de acceso al público pueden llegar a ofrecer a los vendedores el envío de sus productos desde sus propias instalaciones. Este es el caso del servicio Prime de Amazon. Aparte de Amazon, existen otros grandes operadores de mercados en línea, como eBay. Otras funciones que se pueden ofrecer en los mercados electrónicos son subastas, ventas por catálogo, publicidad enfocada, intercambio de mercancías y funciones como RFQ, RFI o RFP que habilitan a personas particulares a vender sus productos en dichas plataformas (cumpliendo con los reglamentos particulares de cada una, por ejemplo en cuanto a la venta de artículos de segunda mano).
En general, dado que los mercados virtuales ofrecen productos procedentes de una gran variedad de proveedores, la oferta suele ser más amplia, y la disponibilidad más que en las tiendas en línea minoristas.

## Privacidad y seguridad
Debido a las amenazas a la privacidad de los datos en Internet y la amenaza de robo de identidad es muy importante hacer compras en línea solamente en sitios reconocidos y de buena reputación. Igualmente es recomendable no proporcionar datos personales ni de tarjeta de crédito si no se está utilizando una conexión segura.
Para asegurarse que la tienda visitada es legítima, se puede comprobar, entre otros, los siguientes elementos:
- Presencia de condiciones de uso y aviso legal.
- Datos de contacto completos, como el nombre y la dirección de la empresa (LOPD).

Elementos que otorgan seriedad y confianza:
- Sello de confianza reconocido o recomendación por la FECEMD: no es necesario para que la tienda sea legal y su uso va disminuyendo con el paso del tiempo. Inicialmente estaban pensados para aportar seriedad y confianza, pero actualmente la mayoría de sellos de confianza en línea solo requieren un elevado pago anual por tenerlo y cada día está más discutido este método como imagen de seriedad para un comercio electrónico.
- Existencia de una tienda física: muchos negocios físicos se complementan con una tienda en línea y esto hace que los compradores tengan más confianza a la hora de comprar en este tipo de comercios.
- Sistema de opiniones reales, gestionada por un tercero de confianza: Existen empresas que gestionan las opiniones de los usuarios, certificando su autenticidad como opiniones verificadas o la certificación icert.
- Aviso de consumidores en sitios externos (comparadores, foros, directorios de tiendas, etc.).
- Ganador de premios de comercio electrónico: no es necesario para que una tienda en línea sea legal. Sería imposible crear una tienda y para ser legal recibir un premio antes de abrirla, recibir un premio de comercio electrónico puede requerir años, incluso no recibirlo nunca, muchas tiendas muy importantes no tienen ninguno, a no ser que lo hayan comprado y en ese caso no tiene mérito.

## Tecnologías y plataformas de desarrollo
Las plataformas para tiendas en línea son en su mayoría libres, de código abierto y basadas principalmente en PHP, aunque también las hay en tecnologías como Java_(lenguaje_de_programación), .Net o Ruby. En la actualidad existen muchas herramientas y arquitecturas de soporte (frameworks), como Laravel (para PHP), Ruby on Rails (para Ruby) o MVC (para ASP.Net). Las principales plataformas en la actualidad son WordPress, Magento, y en menor medida Joomla y PrestaShop, todas residentes en el servidor del operador de la tienda (local o virtual). Al mismo tiempo, plataformas novedosas de gran alcance, como Wix Stores, ofrecen servicios con más automatización pero administrados desde los servidores de la propia plataforma. En algunos países se hace uso mayor (y hasta mayoritario) de plataformas de comercio electrónico locales, siendo es el caso de Shopware en Alemania. Todas estas plataformas hacen uso de una base de datos, local o remota, en su mayor parte basado en MySQL. Sin embargo, existen también tiendas virtuales creadas sin una base de datos propia, sino con una API, siendo el caso de Amazon Potencia3 Shop.

## Historia
A principios de la década de 1970, surgieron las primeras relaciones comerciales que usaban un ordenador para transmitir datos. Este tipo de intercambio de información incluía entre otros la transferencia de documentos, como facturas y órdenes de compra. Como resultado, se experimentaron grandes mejoras en este tipo de empresas.
A mediados de los años 1980, surgió la venta por catálogo o venta directa. De esta manera, los productos eran mostrados con mayor realismo, y con la posibilidad de exhibirlos al público, resaltando sus características. La venta se solía realizar mediante un teléfono, mientras el pago era realizado mediante una tarjeta de crédito.
En 1989 aparece un nuevo servicio, la WWW (World Wide Web). Cuatro años después las empresas y el público en general se dan cuenta de su potencial. No fue hasta mediados de la década de 1990 que se inauguraron las primeras tiendas en línea, entre ellas Amazon e eBay. A finales de la década, la oferta de comercio electrónico creció de manera muy considerable, incluso por encima de lo que el mercado daba de sí y, tras un repentino retroceso durante lo que se conoció como el estallido de la burbuja punto com (años 2000-2003), continuó ininterrumpidamente su crecimiento durante la década siguiente y hasta la actualidad. 
Como dato anecdótico, en 2012 la empresa Pickbe instaló dos tiendas virtuales en las estaciones de La Sagrera y Diagonal del metro de Barcelona, para que los viajeros pudieran comprar en línea todo tipo de productos y servicios con el uso del teléfono móvil.
En 2014, y de acuerdo con datos de la Comisión Nacional de los Mercados y la Competencia, la facturación de las tiendas en línea en España crece a niveles que rondan el 25 % interanual, y alcanzó en el tercer trimestre de 2014 una facturación de 4100 millones de euros.

## Selección de producto
Los consumidores encuentran un producto de interés visitando el sitio web del minorista directamente o buscando entre proveedores alternativos utilizando un motor de búsqueda de compras. Los usuarios pueden comparar y evaluar productos utilizando la información del producto en el sitio web, así como en otros sitios web, como sitios web sobre pruebas de productos.
Una vez que se ha encontrado y seleccionado un producto en particular en el sitio web del vendedor, la mayoría de los minoristas en línea utilizan software de carrito de compras para permitir que el consumidor acumule varios artículos y ajuste las cantidades, como llenar un carrito de compras físico o una canasta en una tienda convencional. Sigue un proceso de "pago" (continuando con la analogía de la tienda física) en el que se recopila información de pago y entrega, si es necesario. Algunas tiendas permiten que los consumidores se registren para obtener una cuenta en línea permanente, de modo que parte o toda esta información solo deba ingresarse una vez. El consumidor a menudo recibe una confirmación por correo electrónico una vez que se completa la transacción. Las tiendas menos sofisticadas pueden confiar en que los consumidores llamen por teléfono o envíen sus pedidos por correo electrónico (aunque los números completos de la tarjeta de crédito, la fecha de vencimiento y el código de seguridad de la tarjeta, o la cuenta bancaria y el número de ruta no deben aceptarse por correo electrónico, por razones de seguridad).

### Impacto de las opiniones en el comportamiento del consumidor
Uno de los grandes beneficios de las compras en línea es la capacidad de leer opiniones de tiendas online, escritas por expertos o por otros compradores en línea. The Nielsen Company realizó una encuesta en marzo de 2010 y encuestó a más de 27.000 usuarios de Internet en 55 mercados de Asia-Pacífico, Europa, Medio Oriente, América del Norte y América del Sur para analizar preguntas como "¿Cómo compran los consumidores en línea?" , "¿Qué pretenden comprar?", "¿Cómo usan varias páginas web de compras en línea?", y el impacto de las redes sociales y otros factores que entran en juego cuando los consumidores intentan decidir cómo gastar su dinero en qué producto o servicio. Según la investigación, las reseñas sobre productos electrónicos (57 %) como reproductores de DVD, teléfonos móviles o PlayStation, etc., las reseñas sobre automóviles (45 %) y las reseñas sobre software (37 %) desempeñan un papel importante en influir en los consumidores que tienden a realizar compras en línea. Además, el 40% de los compradores en línea indican que ni siquiera comprarían productos electrónicos sin consultar primero las reseñas en línea.
Además de las reseñas en línea, las recomendaciones de los pares en las páginas de compras en línea o los sitios web de redes sociales juegan un papel clave[30] para los compradores en línea cuando investigan futuras compras. El 90% de todas las compras realizadas están influenciadas por las redes sociales.

## Empresas líderes de comercio electrónico
- Steam
- Amazon
- Shopify
- TiendaNube
- Magento
- WooCommerce
- MercadoLibre
- EBay
- Alibaba Group
- AliExpress